# Dürüm

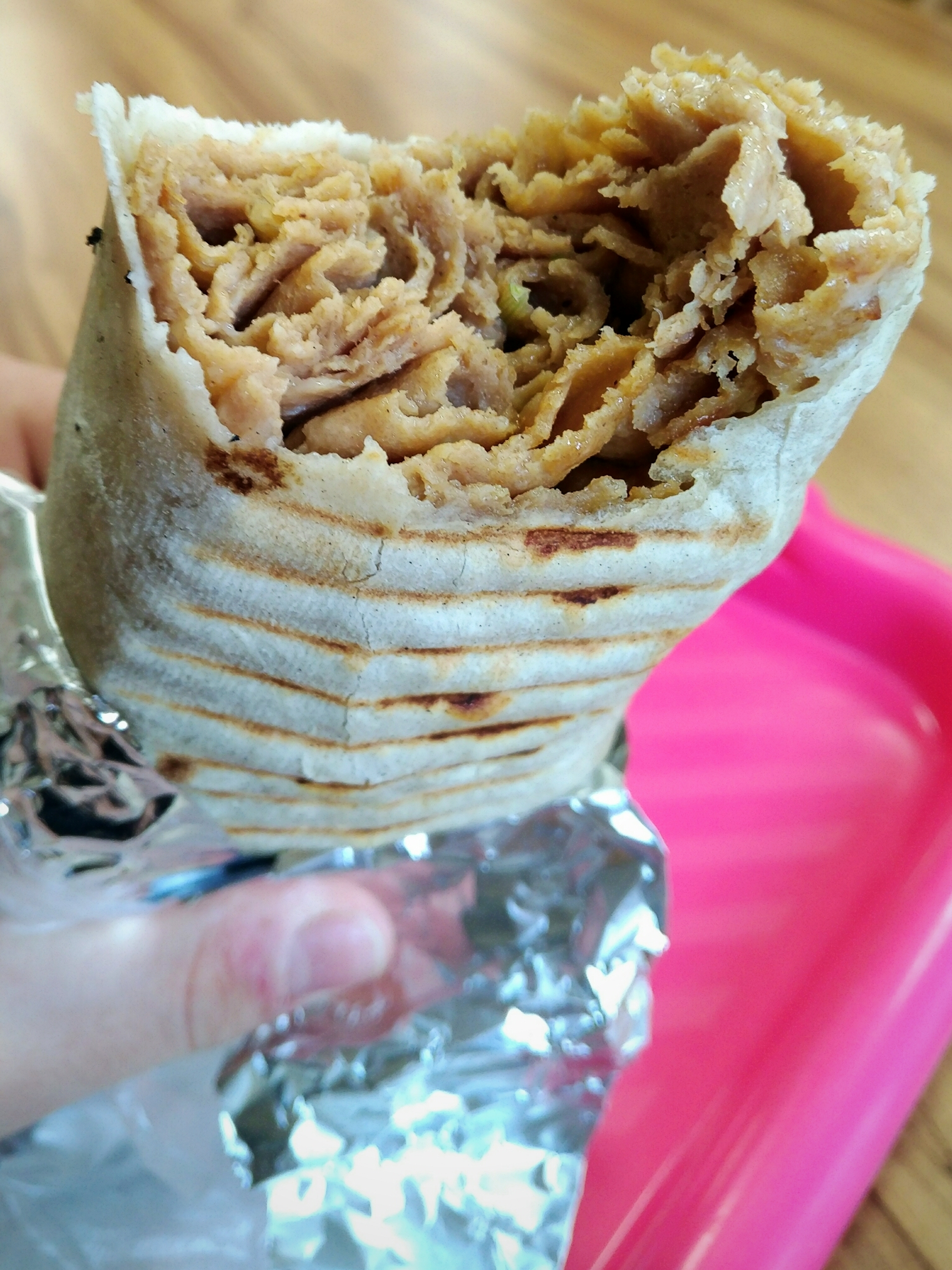
Döner kebab como dürüm

Um dürüm ("rolo" em turco) ou dürme é um wrap turco que geralmente é recheado com ingredientes típicos de döner kebab. O envoltório é feito de pão achatado lavash ou yufka. É comum como comida de rua na Turquia e em muitos outros países europeus, mas também pode ser encontrado em restaurantes com mesa.
Geralmente custa cerca de 10% mais do que um döner normal. Algumas pessoas preferem-no ao döner, seja porque a porção é maior ou porque a proporção entre recheio e pão é maior no dürüm. 
A maioria dos estabelecimentos döner na Alemanha, onde o pão é recém-assado, usa a mesma porção de massa fermentada do pão döner, mas enrolada num embrulho de pão achatado.
Outra variação é feita a partir de um Lahmacun reaquecido, recheado com os mesmos ingredientes do döner kebab, enrolado como um dürüm.